# 徐海菜
徐海菜，为徐州、连云港一带的地方菜，为苏菜四大派系之一。徐海菜以“鲜咸辣”为主，兼具五味。徐海菜受鲁菜影响较大。

## 代表菜
徐海菜代表菜有：
- 霸王别姬 (菜肴)
- 沛县鼋汁狗肉
- 彭城鱼丸
- 羊方藏鱼
- 红烧沙光鱼
- 东坡回赠肉